# Breathing
“Breathing” —en español: «Respiración»—  es una canción del cantante estadounidense Jason Derülo de su segundo álbum de estudio Future History (2011). La canción fue escrita por Derülo, Jacob Luttrell, Christy Lauren, Bunetta Julian, Krassimir Tsvetano Kurkchiyski, Shope Trad Folksong Tracia y producido por DJ Frank E. Breathing se publicó por primera vez en formato digital 9 de septiembre de 2011, es el tercer sencillo promocional del álbum. El 24 de octubre de 2011, el formato de radio fue lanzado en Australia. Breathing se utiliza en el tercer sencillo en Australia, mientras que el Reino Unido Fight for You se utiliza en el tercer sencillo.

## Lista de canciones
- Descarga digital

1. "Breathing" – 3:54

- Reino Unido Digital EP

1. "Breathing" – 3:54
2. "Breathing" (JRMX Radio Edit)
3. "Breathing" (JRMX Club Mix)
4. "Breathing" (TRC Remix)
5. "Breathing" (Instrumental)

- Alemania CD

1. "Breathing" – 3:54
2. "Breathing" (Michael Mind Project Remix)

- Datos: Q2055782